# Stadion Charczowyk w Czortkowie
Stadion Charczowyk – stadion sportowy w Czortkowie, na Ukrainie. Obiekt może pomieścić 3000 widzów. Swoje spotkania rozgrywają na nim piłkarze klubu Krystał Czortków (w latach 1992–1997 zespół ten występował w ukraińskiej pierwszej lidze (drugi poziom rozgrywkowy)).